# Трота, Лотар фон
Адриан Дитрих Лотар фон Трота (нем. Adrian Dietrich Lothar von Trotha; 3 июля 1848, Магдебург — 31 марта 1920, Бонн) — германский военный деятель, пехотный генерал, считающийся главным организатором геноцида гереро и нама в Южной Африке.

## Биография
В 1865 году вступил в прусскую армию и принял участие в прусско-австрийской войне. Во время Франко-прусской войны в 1871 году он был награждён Железным крестом II класса. 15 октября 1872 года женился.
В 1894 году был направлен в Восточную Африку на подавление восстания Маджи-Маджи. 17 августа 1900 года был назначен командующим 1-й Восточноазиатской пехотной бригады, участвовавшей в подавлении Ихэтуаньского восстания в Китае. 3 мая 1904 года был назначен главнокомандующим в Германской Юго-Западной Африке. В 1904—1905 годах он также был губернатором колонии.
Во время восстания гереро в октябре 1904 года он разгромил войска повстанцев в битве при Ватерберге. Гереро были вынуждены отступить в пустыню Калахари, где многие из них умерли от жажды. Кроме того, германские патрули по его приказу охраняли возможные пути бегства гереро и отравляли те немногочисленные источники воды, которые были на той территории, где находились последние. В итоге лишь немногим из гереро удалось бежать в соседние территории, находившиеся под контролем британцев. Осенью 1904 произошло ещё одно восстание — народа нама, под руководством Хендрика Витбооя и Якоба Моренги; после гибели Хендрика Витбооя в битве при Фаргласе фон Трота посчитал свою задачу выполненной и вернулся в Германию 19 ноября 1905 года. За свои военные достижения во время восстания он был награждён орденом Pour le Mérite, но жестокость, с которой было подавлено восстание и которая вызвала общественный резонанс, привела к тому, что император Вильгельм II отказался встречаться с ним.
В 1910 году был произведён в генералы пехоты, в 1912 году женился во второй раз. Умер в 1920 году от брюшного тифа.